# Српска е-Спорт Асоцијација
Српска е-Спорт Асоцијација (SeSA) је удружење љубитеља видео-игара и спортског такмичења. Српска е-Спорт Асоцијација је чланица Међународне е-Спорт Федерације (IeSF) од 2009. године.
Задатак Српске е-Спорт Асоцијације је да окупи све гејмере заинтересоване за такмичења на домаћој и међународној сцени. Поред регистровања играча из Србије, један од задатака је и увођење стандарда у компетативном гејмингу.
Као пуноправна чланица IeSF-а, Српска е-Спорт Асоцијација сваке године организује националне шампионате у видео играма. Победници националних шампионата су такмичари који Србију сваке године представљају на IeSF светском шампионату.

## Мисија
Мисија Српске е-Спорт Асоцијације је да ради на промоцији електронског спорта као правог спорта и популаризацији истог. SeSA је фокусирана на четири главна задатка:
- Повећање броја регистрованих играча
- Креирање и усклађивање међународних е-Спорт правила
- Обука судија за домаће и интернационалне е-Спорт турнире
- Организација националних шампионата

## Успеси Србије на IeSF светском шампионату
- 2017. Друго место у League Of Legends за тим: Миљан Мандић, Андрија Јовановић, Игор Радусиновић, Стефан Николић, Ђорђе Лапчевић.
- 2016. Треће место у League Of Legends за тим: Јован Јовановић, Ђорђе Лапчевић, Павле Костић, Лука Тодоровић, Гвозден Мољковић.
- 2015. Прво место у укупном пласману.
- 2015. Прво место у Hearthstone игри за Милоша Перовића.
- 2015. Треће место у League Of Legends за тим: Алекса Станковић, Аљоша Кованџић, Атила Дудаш, Јован Јовановић, Лука Милетић.
- 2014. Друго место у Tekken Tag Tournament 2 за Милицу Тешовић.